# Ruth Berlau
Ruth Berlau née à Charlottenlund (Danemark) le 24 août 1906 et morte à Berlin-Est (République démocratique allemande) le 15 janvier 1974 est une actrice, réalisatrice, photographe et écrivaine danoise.
Elle est connue pour sa collaboration avec Bertolt Brecht et pour la fondation de la Bertolt-Brecht-Archiv de Berlin.

## Biographie
Née dans une famille de commerçants, Ruth Berlau commence à apprendre le français, mais elle doit abandonner en raison d'une grossesse à l'âge de 13 ans. Elle étudie le théâtre et établit sa réputation en jouant Anna dans la version danoise de la pièce de Bertolt Brecht Tambours dans la nuit. Encore adolescente, elle finance un tour de France à vélo par la rédaction d'un compte-rendu un peu romancé de son voyage pour un journal danois. En 1930, elle fait le tour du l'Union soviétique à vélo et à son retour, rejoint le Parti communiste du Danemark. Plus tard, elle prend part à la guerre civile espagnole.
En 1933, elle se présente à Brecht et à son épouse Hélène Weigel, nouvellement arrivés au Danemark, puis ils s'installent en Fionie. Deux ans plus tard, il devient son amant. En 1936, elle divorce du médecin Robert Lund et se jette dans la collaboration avec Brecht (secrétariat, rédaction, traduction, photographie et réalisation). Avec Brecht, elle publie le recueil de nouvelles Jedes Tier kann es, considéré comme obscène en son temps. En 1940, elle suit le clan Brecht en Suède, en Finlande, en URSS et, enfin, aux États-Unis, où une rupture avec Brecht a eu lieu en 1944. À New York (ou à Los Angeles), elle donne naissance à son unique enfant qui est prématurée et vit seulement quelques jours.
Après la guerre, elle suit les Brecht à Berlin, mais est mise à l'index du Berliner Ensemble par Weigel après la mort de Brecht en 1956.
Elle meurt le 15 janvier 1974 à Berlin-Est à l'hôpital de la Charité, son lit ayant pris feu à cause d'une cigarette restée allumée.

## Œuvres
- (de) Brechts Lai-Tu, Erinnerungen und Notate. Hrsg. und mit einem Nachwort von Hans Bunge, Gudrun Bunge (Mitarbeit). Sammlung Luchterhand. Vol. 698, Darmstadt, Neuwied, Luchterhand 1987,  (ISBN 3-472-61698-9).
- (de) Jedes Tier kann es, Erzählungen. Mit einem Nachwort von Klaus Völker, Mannheim, Persona-Verlag 1989,  (ISBN 3-924652-12-0) (À l'origine publié sous le pseudonyme de Maria Sten : Ethvert dyr kan det, København, Arthur Jensens Forlag, 1940).